# Cole Hocker
Cole Hocker (Indianápolis, 6 de junho de 2001) é um meio-fundista norte-americano, campeão olímpico dos 1500 metros em Paris 2024.
Nos Jogos Olímpicos de Paris, Hocker venceu a prova dos 1500 m de maneira inesperada, quando se aguardava um grande duelo num palco global entre o campeão olímpico em Tóquio 2020, Jakob Ingebrigtsen – quarto colocado – da Noruega, e Josh Kerr, o britânico campeão mundial em Budapeste 2023, que ficou com a medalha de prata. Ele estabeleceu um novo recorde olímpico da prova, 3:27.65.